# G4S
G4S plc (anteriormente Group 4 Securicor; LSE: GFS) es una empresa multinacional británica de servicios de seguridad con sede central en Crawley, Sussex Occidental.
La compañía fue creada en 2004 cuando la empresa londinense Securicor se amalgamó con el grupo danés 4 Falck. La compañía ofrece una gama de servicios, incluyendo el suministro de personal de seguridad, equipos de monitoreo, unidades de respuesta y transporte seguro de prisioneros. G4S también trabaja con gobiernos en el extranjero para brindar seguridad. 
Es la compañía de seguridad más grande del mundo medida por los ingresos y tiene operaciones en alrededor de 125 países. Con 618.000 empleados, es el tercer mayor empleador privado del mundo, el mayor empleador privado europeo y africano, y uno de los más grandes de la Bolsa de Londres.
G4S tiene una lista primaria en la Bolsa de Valores de Londres y es un componente del índice FTSE 250, habiendo sido relegado del índice FTSE 100 en diciembre de 2015.